# Шарп, Райан
Ра́йан Шарп (англ. Ryan Sharp) — британский автогонщик, родился в Ньютонхилле, Шотландия, Великобритания 29 апреля 1979 года. Чемпион сезона 2003 года Немецкой Формулы-Рено.

## Карьера
Карьера Райана началась с картинга, как и большинство пилотов, он выиграл не сколько местных и национальных чемпионатов, его талант заметил нидерландский бизнесмен Класс Цварт, который спонсировал его первый сезон в Формуле-Форд.
Шарп прогрессировал, несмотря на ограниченное финансирование для участия, и в 2002 он перешёл из Формулы-Форд в Формулу-Рено, серия в которой есть настоящие слики и антикрылья, в отличие от Формулы-Форд в которой нет аэродинамических элементов.

### Формула-Рено
Первый сезон Райана в Формуле-Рено был в Великобритании, где он участвовал за команду John Village Automotive, он заработал шестое место по итогам чемпионата, несмотря на постоянные проблемы с болидом. По иронии судьбы, он каждую гонку финишировал в очках и снова занял шестое место.
В 2003 Шарп сделал рискованный шаг в своей карьере и перешёл из британской серии в немецкую за команду Jenzer Motorsport. Переход окупился победой Райана в чемпионате. Будущий британский чемпион Формулы-1 Льюис Хэмилтон принял участие в одном этапе, Шарп выиграл обе гонки в то время как Хэмилтон финишировал девятым и восьмым соответственно. Райан также принял участие в Итальянской Формуле-Рено на этапе в Спа, Бельгия.

### Формула-Рено V6
В 2004 продолжил отношения с командой Jenzer Motorsport перейдя в Формулу-Рено V6 Еврокубок Сезон начался неплохо, он финишировал третьим и первым в первый укиэнд (3-е место в первой гонке после разворота в первом повороте, что отбросило его в задние ряды), и два вторых места на этапе в Валенсии - он лидировал в обоих гонках, но из-за отсутствия опыта, он слишком жёстко обходился со своими покрышками и потерял место в конце обоих гонок, где  Дамьен Пазини и Робби Керр выиграли гонки соответственно. Несмотря на это он лидировал после 4 этапов чемпионата. В Маньи-Куре он укрепил лидирование. В гонке поддержки Формулы-1 Гран-при Монако у него снова начались проблемы. В итоге Райан уступил франко-швейцарскому гонщику Джорджо Мондини 22 очка.

### GP2
Райан перешёл в новую серию GP2 в 2005 за команду David Price Racing, команда против которой он сражался в 2004 и где были очень потрясены его успехами в 2004. Сезон начался в Имоле где у него были проблемы со сцеплением, на втором этапе в Барселоне, Райан шёл третьим но начались проблемы с болидом и он сошёл и стартовал из задних рядов во второй гонке, где он установил быстрейший круг и заработал одно очко. Последовал ряд неутешительных выступлений, которые были невыгодны ни Райану, ни его спонсорам, ни его карьерам, во многом это было из-за команды у которой были не лучшие инженеры и прочий персонал - из-за этого он не мог успешно выступать. Шарп покинул серию GP2, и вернулся в команду Jenzer Motorsport для выступления в последних этапах Мировой серии Рено, но столкнулся с тем же, когда выступал на болиде David Price Racing машина не была конкурентоспособной. В DPR Шарпа заменил Чемпион 200 Еврокубка Формулы-Рено V6 Джорджо Мондини, который также ничего не смог добиться от машины.

### World Touring Car Championship (WTCC)
Новый виток карьеры Райана начался в 2006, когда он подписал контракт с итальянской командой JAS Motorsport на выступление в World Touring Car Championship, где он стал новичком года в Yokohama Independent Trophy. Он обошёл не мало пилотов, и стал единственным новичком кто побывал на подиуме, заработав третье место на этапе в Пуэбла, Мексика. В течение сезона Шарп выиграл несколько гонок (победы в зачёте класса), самой памятной победой является победа в Брэндс-Хэтче, Великобритания - где он выиграл под ливневым дождём, продемонстрировав свои навыки дождевой езды. Он шёл вторым позади голландца Тома Коронеля, но пропустил три последних этапа из-за проблем с финансами. В конце года он выиграл European Touring Car Cup на SEAT Leon в GR Asia.

### Чемпионат FIA GT
В 2007 Шарп осуществил очередной переход на этот раз, в чемпионат FIA GT с австрийской командой JetAlliance Racing, которая добилась успехов уже на второй сезон выступлений. Сезон начался в Чжухае, Китай, он финишировал девятым, потом последовало два финиша на четвёртом месте в Сильверстоуне и Бухаресте и выиграл гонку в Монце. В итоге он завершил чемпионат на втором месте позади чемпиона Томаса Бьяджи.

## Результаты выступлений

### Результаты выступлений в серии GP2
| Легенда к таблице |                                                                    |
| --- | ------------------------------------------------------------------ |
| В таблице перечислены результаты всех гонок, в которых принимал участие гонщик. Строками таблицы являются сезоны, столбцами — этапы соревнований. В каждой клетке указаны сокращённое название этапа и результат, дополнительно обозначенный цветом. Расшифровка обозначений и цветов представлена в нижеследующей таблице. |                                                                    |
| \| Пример \| Описание \| \| ------------ \| ------------------------------------------------------------------ \| \| 1 \| Победитель \| \| 2 \| Второе место \| \| 3 \| Третье место \| \| 5 \| Финишировал, заработав очки \| \| Сход \| Не финишировал, но при этом заработал очки \| \| 12 \| Финишировал, не получив очков \| \| НКЛ \| Финишировал, но не попал в финальную классификацию \| \| 15 \| Участвовал вне зачёта, либо по отдельной классификации \| \| 18 \| Не финишировал, но попал в финальную классификацию \| \| Сход \| Не финишировал \| \| НКВ \| Не прошёл квалификацию \| \| НПКВ \| Не прошёл предквалификацию \| \| ДСК \| Дисквалифицирован \| \| ИСК \| Исключён из протокола соревнований \| \| ТТ \| Заявлен для участия только в тренировках \| \| НС \| Участвовал в квалификации, но не стартовал в гонке \| \| Т \| Травмирован или болен \| \| ОТК \| Отказ от участия \| \| НТР \| Прибыл на соревнования, но на трассу не выезжал \| \| НПР \| Был заявлен в числе участников, но не прибыл к началу соревнований \| \| О \| Соревнования отменены \| \| \| Не участвовал \| \| Поул-позиция \| \| \| Быстрый круг \| \| |                                                                    |
| Пример | Описание                                                           |
| 1 | Победитель                                                         |
| 2 | Второе место                                                       |
| 3 | Третье место                                                       |
| 5 | Финишировал, заработав очки                                        |
| Сход | Не финишировал, но при этом заработал очки                         |
| 12 | Финишировал, не получив очков                                      |
| НКЛ | Финишировал, но не попал в финальную классификацию                 |
| 15 | Участвовал вне зачёта, либо по отдельной классификации             |
| 18 | Не финишировал, но попал в финальную классификацию                 |
| Сход | Не финишировал                                                     |
| НКВ | Не прошёл квалификацию                                             |
| НПКВ | Не прошёл предквалификацию                                         |
| ДСК | Дисквалифицирован                                                  |
| ИСК | Исключён из протокола соревнований                                 |
| ТТ | Заявлен для участия только в тренировках                           |
| НС | Участвовал в квалификации, но не стартовал в гонке                 |
| Т | Травмирован или болен                                              |
| ОТК | Отказ от участия                                                   |
| НТР | Прибыл на соревнования, но на трассу не выезжал                    |
| НПР | Был заявлен в числе участников, но не прибыл к началу соревнований |
| О | Соревнования отменены                                              |
| | Не участвовал                                                      |
| Поул-позиция |                                                                    |
| Быстрый круг |                                                                    |

| Год  | Команда            | 1          | 2        | 3          | 4        | 5          | 6       | 7       | 8        | 9          | 10         | 11        | 12       | 13       | 14    | 15    | 16    | 17    | 18    | 19    | 20    | 21    | 22    | 23    | ЛЗ | Очки |
| ---- | ------------------ | ---------- | -------- | ---------- | -------- | ---------- | ------- | ------- | -------- | ---------- | ---------- | --------- | -------- | -------- | ----- | ----- | ----- | ----- | ----- | ----- | ----- | ----- | ----- | ----- | -- | ---- |
| 2005 | David Price Racing | САН 1 Сход | САН 2 14 | ИСП 1 Сход | ИСП 2 16 | МОН 1 Сход | ЕВР 1 9 | ЕВР 2 9 | ФРА 1 19 | ФРА 2 Сход | ВЕЛ 1 Сход | ВЕЛ 2 НКЛ | ГЕР 1 11 | ГЕР 2 13 | ВЕН 1 | ВЕН 2 | ТУЦ 1 | ТУЦ 2 | ИТА 1 | ИТА 2 | БЕЛ 1 | БЕЛ 2 | БАХ 1 | БАХ 2 | 23 | 2    |